# هتل (مجموعه تلویزیونی ۱۳۷۷)
هتل یک مجموعه تلویزیونی بود که در سال ۱۳۷۷–۱۳۷۸ به کارگردانی مرضیه برومند از شبکه تهران پخش شد. لوکیشن این سریال در هتل مروارید واقع در تهران غرب میدان هفت تیر بود.

## داستان
داستان در هتل دو ستاره مروارید اتفاق می‌افتد و ماجراهای کارکنان آن با یکدیگر و مسافران هتل را به تصویر می‌کشد. هر قسمت مجموعه تعدادی بازیگر مهمان دارد که نقش مهمانان هتل را بازی می‌کنند و دچار ماجراهایی در شهر تهران می‌شوند.

## بازیگران
| بازیگر         | نقش          | توضیح |
| -------------- | ------------ | --- |
| سروش خلیلی     | آقای بهارمست | صاحب هتل، مردی اخمو که پسرش در خارج از کشور مشغول تحصیل است و مرتب از او پول می‌خواهد.                                                                 |
| سیامک انصاری   | همایون       | شیفت روز مسئول پذیرش هتل که دائماً به دنبال بهانه برای رفتن به دنبال کارهای خود است و همیشه دیر می‌آید و زود می‌رود. همایون در شرف جدا شدن از همسرش است. |
| امیرحسین صدیق  | وحید         | شیفت شب مسئول پذیرش هتل. دانشجوی رشته انرژی اتمی و خجالتی که مادرش را از دست داده و پدرش دوباره ازدواج کرده و فرزند نوزاد دارد.                       |
| محمود بصیری    | آقا کرم      | دربان و نگهبان هتل که با همایون کل کل دارد و از بدری خانم خوشش می‌آید.                                                                                 |
| مریم امیرجلالی | بدری خانم    | مسئول نظافت هتل، زنی بیوه و مادر چهار فرزند که با کار در هتل بچه‌هایش را بزرگ می‌کند.                                                                   |
| محمود زاج‌فروش  | آقای بیات    | آشپز هتل و همسایه وحید |

## قسمت‌ها
| قسمت | عنوان                  | کارگردان     | نویسنده        |
| --- | ---------------------- | ------------ | -------------- |
| ۱ | «مهمان شب»             | مرضیه برومند | مرضیه برومند   |
| وحید شبانه مسافری با ظاهری ژولیده (مسعود کرامتی) را پذیرش می‌کند. روز بعد یکی از مهمانان هتل ادعا می‌کند که مقداری پول گم کرده و همایون یقین دارد که مسافر ژولیده مو پول را دزدیده‌است. بازیگران مهمان: مسعود کرامتی، منوچهر امیری، خالده رشیدوا، مهربان آلیوا، کاملیا رضایوا، امیر بلکامه، عبدالله احمدی |                        |              |                |
| ۲ | «مهمان ناخوانده»       | مرضیه برومند | پیمان قاسم‌خانی |
| دکتری وسواسی (داریوش رضوانی) مهمان هتل می‌شود. اصرار او به تعویض تمام لوازم اتاقش باعث آزردن بدری خانم می‌شود. از بخت بد در هتل موش پیدا می‌شود و کارکنان هتل نهایت تلاش خود را می‌کنند تا این موضوع را از مهمانان هتل پنهان کنند. در این میان بیتا، دختر آقای بهارمست (آناهیتا همتی) پدرش را با اصرار برای خرید جهیزیه کلافه می‌کند. بازیگران مهمان: داریوش رضوانی، آناهیتا همتی |                        |              |                |
| ۳ | «قهر»                  | مرضیه برومند | پیمان قاسم‌خانی |
| مردی به نام هادی ستاری (رضا فیاضی) با دخترش مونا (دلارام مستوفی) برای شرکت در مسابقات شطرنج مهمان هتل می‌شوند و بر حسب اتفاق به همکلاس قدیمی هادی، بهزاد بیژنی (محمود پاک‌نیت) برمی‌خورند. این برخورد یاداور اختلاف قدیمی بین دو دوست می‌شود؛ ولی وقتی کمر هادی درد می‌گیرد و او را از پا می‌اندازد، او به بهزاد نیاز پیدا می‌کند تا دخترش مونا را به مسابقه شطرنجش برساند. از طرف دیگر وجیهه خواهر وحید (سوسن مقصودلو) و شوهرش (محمد روحی) برای دیدار او به هتل میایند و از پدرش پیش او شکوه می‌کنند. پدر وحید (روح‌الله مفیدی) هم به سراغ او می‌آید و از او می‌خواهد بین وجیهه و زن بابایش وساطت کند. بازیگران مهمان: محمود پاک‌نیت، رضا فیاضی، روح‌الله مفیدی، سوسن مقصودلو، محمد روحی، دلارام مستوفی |                        |              |                |
| ۴ | «شب فوتبال»            | مرضیه برومند | پیمان قاسم‌خانی |
| مصطفی (علی عمرانی) یکی از مهمانان هتل برنامه‌ریزی کرده که بازی بین دوتیم فوتبال بایرن مونیخ (با شرکت علی دایی) و بارسلونا را تماشا کند ولی همسرش به اقوام خود (سیروس گرجستانی، ثریا قاسمی، افسانه ناصری، رامین ناصرنصیر، شراره سلیم بیات) در تهران خبر داده که مصطفی تهران است و آن‌ها به دنبال او میایند که او را در تهران بگردانند. مصطفی هم چون با آن‌ها رودربایستی دارد نمی‌تواند به آن‌ها بگوید که می‌خواهد فوتبال تماشا کنند و سعی می‌کند بهانه‌ای جور کند تا بتواند بنتیجه بازی را دنبال کند. بازیگران مهمان: علی عمرانی، سیروس گرجستانی، رامین ناصرنصیر، افسانه ناصری، شراره سلیم بیات، مانی نوری، حسین شفیعی، ثریا قاسمی |                        |              |                |
| ۵ | «دوقلوها»              | مرضیه برومند | پیمان قاسم‌خانی |
| مهمان هتل مهندس عطایی (با بازی محمود بصیری) است که به لحاظ قیافه کاملاً مشابه آقا کرم است. به دلیل این شباهت ظاهری، کارمندان هتل پیشنهاد می‌دهند که شاید آقا کرم و آقای مهندس برادر دوقلو باشند. آقا کرم برای پرس و جو به همراه وحید سراغ دایی کرم (حسین کسبیان) می‌روند. بازیگران مهمان: حسین کسبیان، حسین شفیعی، حبیب‌الله ثامنیه، فریبرز صدیق، عبدالله ایپکچی، رضا سعدان |                        |              |                |
| ۶ | «یک اصفهانی در تهران»  | مرضیه برومند | پیمان قاسم‌خانی |
| آقای رضایی‌پور (مسعود زنجانی) برای تحویل گرفتن ماشین پاترولش از اصفهان به تهران آمده و در هتل مروارید مهمان می‌شود. هنگام صرف غذا مردی (اکبر قدمی) نزد او می‌آید و ادعا می‌کند از طرف آقای امینی (رامین نعمتی) برای تحویل گرفتن سنگ نزد او آمده. آقای رضایی‌پور که فردی به نام امینی نمی‌شناسد به او می‌گوید که اشتباهی در کار است، غافل از این که ماجرای دیگری در جریان است. در این میان وحید به آقا کرم در درس‌هایش کمک می‌کند تا او دیپلمش را بگیرد. بازیگران مهمان: مسعود زنجانی، اکبر قدمی، مختار سائقی، حسن محمدی، علی شریفی، رامین نعمتی، نصرت‌الله دستمردی |                        |              |                |
| ۷ | «عکس خانوادگی»         | مرضیه برومند | پیمان قاسم‌خانی |
| آقای فیاضی (مهدی فقیه) برای دیدن چهار فرزندش از شیراز به تهران آمده و مهمان هتل مروارید می‌شود. هنگامی که او روز بعد به سراغ پسر بزرگش می‌رود او را نمیابد. برای همین به خانه پسر دومش (حسن پورشیرازی) می‌رود ولی چون عروسش (افسانه چهره‌آزاد) در خانه خود شوی لباس دارد از شلوغی کلافه شده و به هتل بازمی‌گردد. روز بعد او به سراغ پسر کوچکترش (رامبد جوان) می‌رود که نقاش است و با دوستش (سید مهرداد ضیایی) زندگی می‌کند ولی شلوغ پلوغی خانه پسرش او را دوباره به هتل می‌کشاند. روز آخر او برای دیدار دخترش (پروانه عباسی) به خانه او در کرج می‌رود ولی دختر و دامادش شبانه دعوایشان می‌شود و در خلال دعوا آقای ضیایی پی می‌برد که پسر بزرگش به جرم کلاهبرداری دستگیر شده‌است. آقای ضیایی که از دعوای دختر و دامادش کلافه شده بار دیگر به هتل مروارید برمی‌گردد. داستان این قسمت با نگاهی به فیلم‌نامه فیلم همه خوبند نوشته شده‌است. بازیگران مهمان:مهدی فقیه، حسن پورشیرازی ،رامبد جوان، افسانه چهره‌آزاد، مهدی گیاهی، سید مهرداد ضیایی، پروانه عباسی، کاوه شاه‌محمدلو، نادر صحیحی |                        |              |                |
| ۸ | «بچه»                  | مرضیه برومند | شهره لرستانی   |
| رنگینه (ژاله صامتی) و شیرمراد (کوروش نریمانی) نمی‌توانند بچه‌دار شوند و برای دوا و درمان به تهران آمده و مهمان هتل مروارید می‌شوند؛ ولی وقتی دکتر به شیرمراد می‌گوید که او هم باید آزمایش بدهد تا بتوانند دلیل مشکل را پیدا کنند، شیرمراد زیربار نمی‌رود. یکی دیگر از مهمانان هتل، خانم فرنوش (محبوبه بیات) به رنگینه کمک می‌کند شیرمراد را به انجام آزمایش راضی کند. در این میان همایون برای نگه‌داری از دخترش در هتل و حین کار دچار مشکل می‌شود و از طرف آقا کرم و بدری خانم سرزنش می‌شود. وحید به پسر بدری خانم برای قبولی در کنکور در درس‌هایش کمک می‌کند. پدر وحید (روح‌الله مفیدی) از او برای مخارج فرزند تازه متولد شده‌اش پول قرض می‌گیرد. بازیگران مهمان:ژاله صامتی، کوروش نریمانی، روح‌الله مفیدی، فاطمه احمدعلی، دانیال حقیقت، سلما پورامین، محبوبه بیات، با حضور کوتاه لیلی رشیدی |                        |              |                |
| ۹ | «همسران»               | مرضیه برومند | شهره لرستانی   |
| منوچهر (قاسم زارع) و رضوان (ناهید علامی) همراه پسر خردسالشان نیما در راه همدان به اصفهان در تهران توقف می‌کنند و مهمان هتل مروارید می‌شوند؛ ولی شبانه جر و بحثشان می‌شود و با هم قهر می‌کنند. در این میان نیما در هتل گم می‌شود. پس از جستجوی بسیار او را در اتاق زوج سالخورده‌ای (کیومرث ملک‌مطیعی و فرخ‌لقا هوشمند) که مهمان هتل هستند میابند. رابطه عاشقانه و محترمانه این زوج باعث می‌شود منوچهر و رضوان با هم آشتی کنند و همایون به فکر بیفتد که به زندگی مشترکش فرصت دوباره‌ای بدهد. بازیگران مهمان:قاسم زارع، فرخ‌لقا هوشمند، کیومرث ملک‌مطیعی، ناهید علامی، سینا کاظمی‌نژاد، مهیار مجیب، ساقی شاهمرادی |                        |              |                |
| ۱۰ | «خواستگاری (قسمت اول)» | مرضیه برومند | شهره لرستانی   |
| خداخاص (مجید نصیری‌جوزانی) و مادرش (گیتی معینی) از ملایر برای دوا و درمان به تهران آمده و مهمان هتل مروارید شده‌اند. هم‌زمان با آن‌ها خانواده باباپور (حسن دادشکر، زینب ترابی‌اذر، ندا معتمدی) که آذری‌زبان و اهل سلماس هستند هم در هتل اقامت دارند. خداخاص دلبسته طرلان، دختر این خانواده شده و با اصرار از مادرش می‌خواهد که برای او به خواستگاری برود. مادرش هم به رسم ملایری‌ها به بهانه‌ای به اتاق خانواده باباپور رفته و یک جفت گوشواره را به رسم نشانی یواشکی در اتاق آن‌ها می‌گذارد. خانواده باباپور بی‌خبر از همه جا متوجه نشانه نشده و اتاق را تحویل می‌دهند ولی هنگام ترک هتل متوجه می‌شوند که ماشینشان روشن نمی‌شود. در این میان بدری خانم با صاحبخانه‌اش به مشکل برخورده و به دنبال خانه می‌گردد. بازیگران مهمان:مجید نصیری جوزانی، گیتی معینی، حسن دادشکر، شعبان رنگینوند، زینب ترابی‌آذر، ندا معتمدی، مهیار مجیب |                        |              |                |
| ۱۱ | «خواستگاری (قسمت دوم)» | مرضیه برومند | شهره لرستانی   |
| خداخاص وانمود می‌کند که از مکانیکی سررشته دارد و می‌تواند ماشین آقای باباپور (حسن دادشکر) را تعمیر کند؛ ولی وقتی موفق نمی‌شود، با کمک آقا کرم، اوس رضا (شعبان رنگینوند)، مکانیک محل را راضی می‌کند که شبانه ماشین را تعمیر کند. از طرفی آقا کرم که از رسم نشانه گذاشتن خوشش آمده، یک جفت گوشواره را به رسم نشانی روی بند رخت آویزان می‌کند که بدری خانم ببیند. بازیگران مهمان:مجید نصیری جوزانی، گیتی معینی، حسن دادشکر، شعبان رنگینوند، زینب ترابی‌آذر، ندا معتمدی، مهیار مجیب |                        |              |                |
| ۱۲ | «سرانجام»              | مرضیه برومند | شهره لرستانی   |
| دختر ناشنوایی به نام مهتاب (آتنه فقیه نصیری) به همراه پدربزرگش که استاد ادبیات است مهمان هتل مروارید می‌شوند. نیمه‌های شب حال پدربزرگ مهتاب بد می‌شود و وحید برای کمک به او و پدربزرگش با آن‌ها به بیمارستان می‌رود. از طرفی وحید برنده بورس دکترا برای تحصیل در خارج از کشور می‌شود. آقای بهارمست به همین دلیل و علی‌رغم مخالفت همسرش (فاطمه دانش‌زاد) به صرافت میفتد که دخترش بیتا (آناهیتا همتی) را به همسری وحید دربیاورد. پدر وحید (روح‌الله مفیدی) علی‌رغم میل او، با او به منزل خانواده بهارمست می‌رود. آقا کرم و بدری خانم بنا می‌گذارند که به زودی زندگی مشترک خود را شروع کنند. برای همین آقا کرم به دنیال جایگزینی برای شیفت شب دربان هتل می‌گردد. بازیگران مهمان: آتنه فقیه نصیری، روح‌الله مفیدی، آناهیتا همتی، فاطمه دانش‌زاد، آذر اخوت، حسین شفیعی، محمود مقدم، نصرت‌الله دستمردی، پارسا صدیق |                        |              |                |